# Lešane
Lešane so naselje v Občini Apače.